# 割り出し
割り出し（わりだし）とは、相撲の決まり手の一つである。

## 解説
四つに組んだ体勢から、片方の手で相手の二の腕を掴むか筈に当て、もう片方の手で上手か下手を取るか小手に巻いて寄り切ること。ちょうど割り込むような体勢になることからこの名がついた。過去には横綱男女ノ川や大関大内山が得意技としていた。最近では、2023年3月場所10日目に幕内で翠富士が翔猿に対してこの技を決めている。